# Lista de telenovelas de Portugal
Esta é uma lista de telenovelas produzidas e transmitidas em Portugal.
Até ao momento já foram produzidas 127 novelas portuguesas(RTP- 26, SIC- 33, TVI- 67 e CMTV- 1).

## Telenovelas produzidas pela RTP1
A RTP1 não tem por hábito realizar muitas telenovelas. No entanto, enquanto primeiro canal de televisão portuguesa, foi o pioneiro na realização das mesmas. É também um importante impulsionador na realização de produtos fictícios em Portugal.

### Mais Recentes
Esta é a telenovela mais recente da RTP:
- O Sábio - 14h15, 2017

## Telenovelas produzidas pela SIC
A SIC transmite, na maioria da sua programação, telenovelas brasileiras. No entanto, cada vez mais a produção das suas novelas é aumentada. A SIC tem uma transmissão regular de telenovelas produzidas pelo canal no horário das 21h30 e recentemente iniciou também a faixa das 22h30. Os restantes horários de telenovelas são preenchidos por produções da Rede Globo.

### Mais Recentes
Estas são algumas das telenovelas mais recentes da SIC:
- A Promessa - 21h40, 2024-presente
- A Herança - 22h10, 2025-presente
- Senhora do Mar - 23h00, 2024-presente

## Telenovelas produzidas pela TVI
Considerada atualmente como a maior produtora de telenovelas em Portugal, a TVI transmite telenovelas regularmente desde 2000. Apenas transmite telenovelas produzidas pelo canal. As produções não costumam ter um horário regular, sendo que as mais recentes são geralmente exibidas mais cedo do que as mais antigas.

### Mais Recentes
Estas são as telenovelas mais recentes da TVI:
- A Fazenda - 22h10, 2024-presente
- Festa é Festa - 23h15, 2021-presente

## Telenovela produzida pela CMTV
Em 2019 surge a primeira telenovela produzida para a CMTV, pela SP Televisão: "Alguém Perdeu", da autoria de António Barreira.

### Lista de telenovelas nacionais da CMTV
- 2019 - Alguém Perdeu (Produção SP Televisão)

## Detalhes de algumas telenovelas portuguesas
| Ano  | Titulo            | Emissora | Produtora            | Notas |
| ---- | ----------------- | -------- | -------------------- | --- |
| 1982 | Vila Faia (1982)  | RTP      | Edipim               | Foi a primeira telenovela portuguesa, exibida na RTP. Na altura, fez um enorme sucesso a nível de audiências e ganhou popularidade e prestígio.                                                                                           |
| 2001 | Olhos de Água     | TVI      | Plural Entertainment | A telenovela foi um êxito e foi uma das primeiras portuguesas a ter sucesso mundial. |
| 2001 | Anjo Selvagem     | TVI      | Plural Entertainment | A telenovela com maior numero de episódios, durando praticamente dois anos a ser exibida e foi a telenovela que marcou uma fase de transição da canal TVI.                                                                                |
| 2005 | Dei-te Quase Tudo | TVI      | Plural Entertainment | A novela com maior numero de audiências totais em Portugal, tendo no ultimo episódio a seu melhor valor chegando aos 57% de share. |
| 2006 | Doce Fugitiva     | TVI      | Plural Entertainment | É ate aos dias de hoje relembrada pelos mais velhos como um sucesso entre os jovens da altura, tendo a maior audiência em episódios em telenovelas portuguesas.                                                                           |
| 2007 | Ilha dos Amores   | TVI      | Plural Entertainment | Foi votada como a melhor novela de sempre, derivada da votação na gala de Ficção Nacional, realizada em 2008. Conseguiu excelentes resultados audiométricos. Serviu de inspiração na elaboração da novela da Rede Globo, Espelho da Vida. |
| 2009 | Meu Amor          | TVI      | Plural Entertainment | Primeira telenovela a ser nomeada e a ganhar para um Emmy Internacional em Portugal. |
| 2010 | Laços de Sangue   | SIC      | SP Televisão         | Segunda telenovela a ser nomeada e a ganhar para um Emmy Internacional em Portugal. |
| 2011 | Rosa Fogo         | SIC      | SP Televisão         | Nomeada para melhor telenovela com o Emmy Internacional 2011, ficando o premio para a novela brasileira O Astro. |
| 2011 | Remédio Santo     | TVI      | Plural Entertainment | Segunda telenovela da TVI a ser nomeada para o Emmy Internacional 2011 ao mesmo tempo da novela "rival" Rosa Fogo, SIC. |
| 2012 | Dancin' Days      | SIC      | SP Televisão         | Novela que teve uma grande audiência e tido sido colocado em quinto lugar no TOP 10 das novelas mais vistas em Portugal. |
| 2013 | Belmonte          | TVI      | Plural Entertainment | Quinta telenovela nacional a ser nomeada para o Emmy Internacional e a novela com mais curta distancia das gravações para a exibição original, durando apenas um mês.                                                                     |
| 2014 | Mulheres          | TVI      | Plural Entertainment | Sexta telenovela, quarta da TVI a ser nomeada para o Emmy Internacional na categoria de melhor telenovela, não sendo uma novela com grande audiência.                                                                                     |
| 2014 | Mar Salgado       | SIC      | SP Televisão         | Sétimo lugar no TOP 10 das novelas mais vistas em Portugal, recebendo muitos prémios nacionais e internacionais. |
| 2015 | A Única Mulher    | TVI      | Plural Entertainment | Devolveu a liderança das audiências à TVI. É a segunda novela mais vista da TVI desde que a GfK mede as audiências. Liderou em média. |
| 2017 | Ouro Verde        | TVI      | Plural Entertainment | Novela mais vista da TVI desde que a GfK mede as audiências e segunda mais vista da década. Liderou em média as audiências durante a sua exibição. Foi vencedora de um Emmy Internacional em 2018 na categoria de melhor telenovela.      |
| 2017 | A Herdeira        | TVI      | Plural Entertainment | Novela que mais vezes liderou contra a SIC, tornando se líder absoluta. É a 3° novela mais vista da TVI desde que a GfK mede as audiências. Liderou de forma absoluta durante o período de exibição.                                      |
| 2019 | Nazaré            | SIC      | SP Televisão         | Novela mais vista da SIC desde Mar Salgado. Liderou de forma absoluta durante o período de exibição. |
| 2019 | Terra Brava       | SIC      | SP Televisão         | Conseguiu colocar a segunda faixa de telenovelas da SIC a liderar de forma absoluta. |
| 2020 | Quer o Destino    | TVI      | Plural Entertainment | Décima novela nacional a ser nomeada para o Emmy Internacional. |
| 2023 | Para Sempre       | TVI      | Plural Entertainment | Décima primeira novela nacional a ser nomeada para o Emmy Internacional. |

## Telenovelas nomeadas para oPrémio Emmy Internacional
| Nº | Titulo          | Resultado | Emissora | Destinatário(s)  |
| -- | --------------- | --------- | -------- | ---------------- |
| 1  | Meu Amor        | Venceu    | TVI      | António Barreira |
| 2  | Laços de Sangue | Venceu    | SIC      | Pedro Lopes      |
| 3  | Rosa Fogo       | Indicado  | SIC      | Patrícia Müller  |
| 4  | Remédio Santo   | Indicado  | TVI      | António Barreira |
| 5  | Belmonte        | Indicado  | TVI      | Artur Ribeiro    |
| 6  | Mulheres        | Indicado  | TVI      | Eduarda Laia     |
| 7  | Ouro Verde      | Venceu    | TVI      | Maria João Costa |
| 8  | Vidas Opostas   | Indicado  | SIC      | Alexandre Castro |
| 9  | Na Corda Bamba  | Indicado  | TVI      | Rui Vilhena      |
| 10 | Quer o Destino  | Indicado  | TVI      | Helena Amaral    |
| 11 | Para Sempre     | Indicado  | TVI      | André Ramalho    |